# Magonie
Magonie – wieś w Polsce położona w województwie świętokrzyskim, w powiecie ostrowieckim, w gminie Bodzechów. 
Wieś sołecka gminy Bodzechów
W latach 1975–1998 miejscowość administracyjnie należała do województwa kieleckiego.
Przez miejscowość przebiega droga wojewódzka nr 754.
Przez wieś przechodzi  niebieski szlak turystyczny z Łysej Góry do Pętkowic.
Wierni Kościoła rzymskokatolickiego należą do parafii Matki Bożej Bolesnej w Bałtowie.